# Laonastes aenigmamus
Laonastes aenigmamus är en art i ordningen gnagare som upptäcktes så sent som 2005. Arten är inte närmare släkt med andra gnagare och räknas idag som sista djuret i familjen Diatomyidae. Alla andra arter i familjen dog ut för cirka 11 miljoner år sen. Det har föreslagits att djuret ska kallas "laotisk bergsråtta" på svenska.

## Utseende
Angående kroppens uppbyggnad liknar djuret ekorrar. Arten har korta extremiteter och en svans med yvigt hår. Pälsens färg är mörkgrå eller svart. Kroppslängden ligger vid 25 cm, svanslängden vid 14 cm och vikten vid 400 gram.

## Utbredning och levnadssätt
Djuret förekommer bara i provinsen Khammouan i södra Laos i ett område med mycket kalksten. Det är troligtvis aktivt på natten och livnär sig av gräs, löv och frön. Kanske äter arten i mindre mått insekter. Honor föder en unge per kull.

## Upptäcktshistoria
Områdets befolkning visste sedan länge av djurets existens som de kallade för Kha-Nyou och som jagades för köttets skull. På en marknad i Khammouan upptäckte vetenskapsmän från västvärlden för första gången kadaver av djuret som såldes där grillade. Genetiska undersökningar av djurets DNA visade att den inte var närmare släkt med andra gnagare. 2005 fick arten det vetenskapliga namnet Laonastes ("bergsområdets invånare") aenigmamus ("gåtfull mus").
2006 filmade och fångade professor David Redfield från Florid State University för första gången ett levande djur.